# ガイナス (4世紀の軍人)
ガイナス（ラテン語: Gainas、生年不詳 - 400年）は4世紀のゴート人で、東ローマ帝国の軍人。東ローマ皇帝テオドシウス1世およびテオドシウス1世の息子アルカディウスに仕えた。

## 生涯
ガイナスは4世紀のゴート人で、東ローマ帝国の皇帝テオドシウス1世に仕えていた。394年のフリギドゥスの戦いでは、ガイナスもゴート人の軍団を率いてテオドシウス1世の陣営で西ローマ帝国の皇帝エウゲニウスらを相手に戦っている。このときガイナスの部隊には若きアラリック1世も属していた。
テオドシウス1世はフリギドゥスの戦いに勝利した4ヶ月後の395年1月に遠征先のイタリアで没し、ヴァンダル族の将軍スティリコに後事を託した。スティリコは同年冬に、テオドシウス1世がイタリア遠征のために連れてきた軍勢をテオドシウス1世の息子アルカディウスが待つコンスタンティノープルへ凱旋させようとしたが、テオドシウス1世とスティリコの留守中にコンスタンティノープルで権力を握ったコンスタンティノープル市長官ルフィヌスがスティリコの帰還を拒んだため、ガイナスがスティリコの代理として軍勢をコンスタンティノープルへと帰還させた。そして同年中に、おそらくはスティリコの指示によって、ガイナスはルフィヌスを殺害した。
ガイナスは東ローマ帝国で軍人として高い地位に昇進したが、ルフィヌスのかわりにコンスタンティノープルで権力を握ったのは執政官に就任した宦官のエウトロピウスだった。
399年、ゴート人の将軍トリビギルドがエウトロピウスを批難して反乱を起こした。この反乱をガイナスは利用し、エウトロピウスの罷免なしでは反乱を鎮静化できないと皇帝アルカディウスに訴え、エウトロピウスを失脚させた。エウトロピウスの後に権力を掌握したのはオリエンス道の行政長官アウレリアヌスだったが、アウレリアヌスはガイナスが信仰するアリウス派に対して極端に否定的な人物だった。そこでガイナスはトリビギルドの反乱軍を味方につけてコンスタンティノープルを攻撃させ、アウレリアヌスをアリウス派にも寛容なアウレリアヌスの兄カエサリウスに替えるようアルカディウスに要求した。アルカディウスは妥協して、カエサリウスをオリエンス道の行政長官とし、ガイナスをマギステル・ミリトゥムに任命した。ガイナスはコンスタンティノープルに入城し、エウトロピウスを処刑し、およそ半年に渡ってコンスタンティノープルの主人として君臨した。
しかしガイナスはコンスタンティノープルにアリウス派の聖堂を建てようとしたことによりコンスタンティノープルの民衆やコンスタンティノープル総主教ヨハネス1世クリソストモスの不興を買ってしまう。ガイナスは用心してコンスタンティノープルから避難しようとしたが、撤退中のガイナスの軍団をコンスタンティノープル市民が襲い、およそ7000人のゴート人の兵士が殺害された。アルカディウスはアウレリアヌスをオリエンス道の行政長官に復帰させ、敗走するガイナスの討伐をゴート人の将軍フラウィッタに命じた。討伐軍に追われたガイナスはドナウ川を渡って逃亡したが、トラキアでフン族の王ウルディンに遭遇して捕らえられた。ガイナスは殺され、その首級はウルディンからアルカディウスに送られ、ウルディンはアルカディウスから謝礼金を受け取った。
アルカディウスはガイナスへの勝利を記念して、翌401年から後に「アルカディウスの記念柱」と呼ばれることになる記念碑の建設をコンスタンティノープルで開始した。記念柱はアルカディウス没後の421年頃に完成した。